# C. F. W. Walther
Carl Ferdinand Wilhelm Walther (25. října 1811, Langenchursdorf, Německo – 17. května 1887, St. Louis, USA) byl luterský konzervativní teolog a první prezident Luterské církve Missourské synody.

## Biografie
Vystudoval teologii na univerzitě v Lipsku. Ordinován byl v roce 1837 a následně působil ve sboru v Braeunsdorfu do roku 1839, kdy odplul se saskými emigranty do Ameriky. Roku 1844 se oženil s Emilií Buengerovou (1812-1885).
Od roku 1841 působil Walther po čtyřicet šest let jako pastor sboru v St. Louis ve státě Missouri; tamtéž vyučoval od roku 1850 na Concordia Seminary. Byl dvakrát zvolen do funkce presidenta Luterské církve Missourské synody (1847-1850, 1864-1878).
C. F. W. Walther vydával periodika Der Lutheraner a Lehre und Wehre. Je také autorem několika teologických knih, jako např. Die Stimme unserer Kirche in der Frage von Kirche und Amt (1852), Die rechte Gestalt einer vom Staate unabhaengigen ev.-luth. Ortsgemeinde (1863), Die ev.-luth. Kirche die wahre sichtbare Kirche Gottes auf Erden (1867), Amerikanisch-Lutherische Pastoraltheologie (1872), Brosamen (1876), Der Gnadenwahlslehrstreit (1881) a posmrtně vydaných přednášek Die rechte Unterscheidung von Gesetz und Evangelium (1897).